# Белокаменный
Белока́менный — посёлок в Свердловской области России, административно подчинённый городу Асбесту. Входит в Асбестовский муниципальный округ.

## География
Посёлок Белокаменный располагается на левом берегу реки Пышмы, в 11 километрах к юго-востоку от города Асбеста.

## История
До 22 ноября 1966 года назывался посёлком отделения № 6 Баженовского совхоза.

## Население
| 2002 | 2010  |
| ---- | ----- |
| 2033 | ↘1932 |

## Инфраструктура
В Белокаменном 17 улиц: Берёзовая, Заречная, Ключевая, Комсомольская, Лесная, Молодёжная, Нагорная, Октябрьская, Пансионат, Пионерская, Советская, Строителей, Трактовая, Фабричная, Центральная, Школьная и Южная; 3 садовых некоммерческих товарищества: СДТ 1 «Солнышко», СДТ 2 «Белокаменный» и СДТ 3 «Белокаменный»; гаражно-строительные кооперативы «Северный» и «Южный». В непосредственной близости от посёлка открыты множество детских лагерей и баз отдыха, а также санаторий «Белый камень».